# Michael Skakel
Michael Skakel (19 september 1960) is in 2002 veroordeeld voor de moord op Martha Moxley. Skakels vader is de broer van Ethel Skakel Kennedy, de weduwe van Robert F. Kennedy.
Martha Moxley werd op 31 oktober 1975 gevonden op het landgoed van haar ouders in Greenwich (Connecticut). Zij was neergeslagen met een golfclub, een 6-iron, waarvan snel duidelijk werd dat de club eigendom was van de familie Skakel. 
In eerste instantie bleef de moord onopgelost ondanks een grote verdenking jegens de familie Skakel.  Toen ene William Kennedy Smith werd berecht voor een verkrachting uit 1991, kwam er informatie aan de oppervlakte waaruit bleek dat hij meer wist van deze moord. Hierop werd de zaak  heropend als cold case. 
In 1993 publiceerde auteur Dominick Dunne, vader van de vermoorde actrice Dominique Dunne, het boek A Season in Purgatory, een fictief verhaal enigszins gebaseerd op de moord op Martha Moxley. Mark Fuhrmans boek Murder in Greenwich noemde Skakel als de moordenaar en wees op verscheidene fouten die de politie had gemaakt bij het onderzoeken van de moord. 
In 2002 werd Skakel veroordeeld tot 20 jaar gevangenisstraf. Zelf ontkent hij nog altijd.